# Матео Фальконе (оповідання)

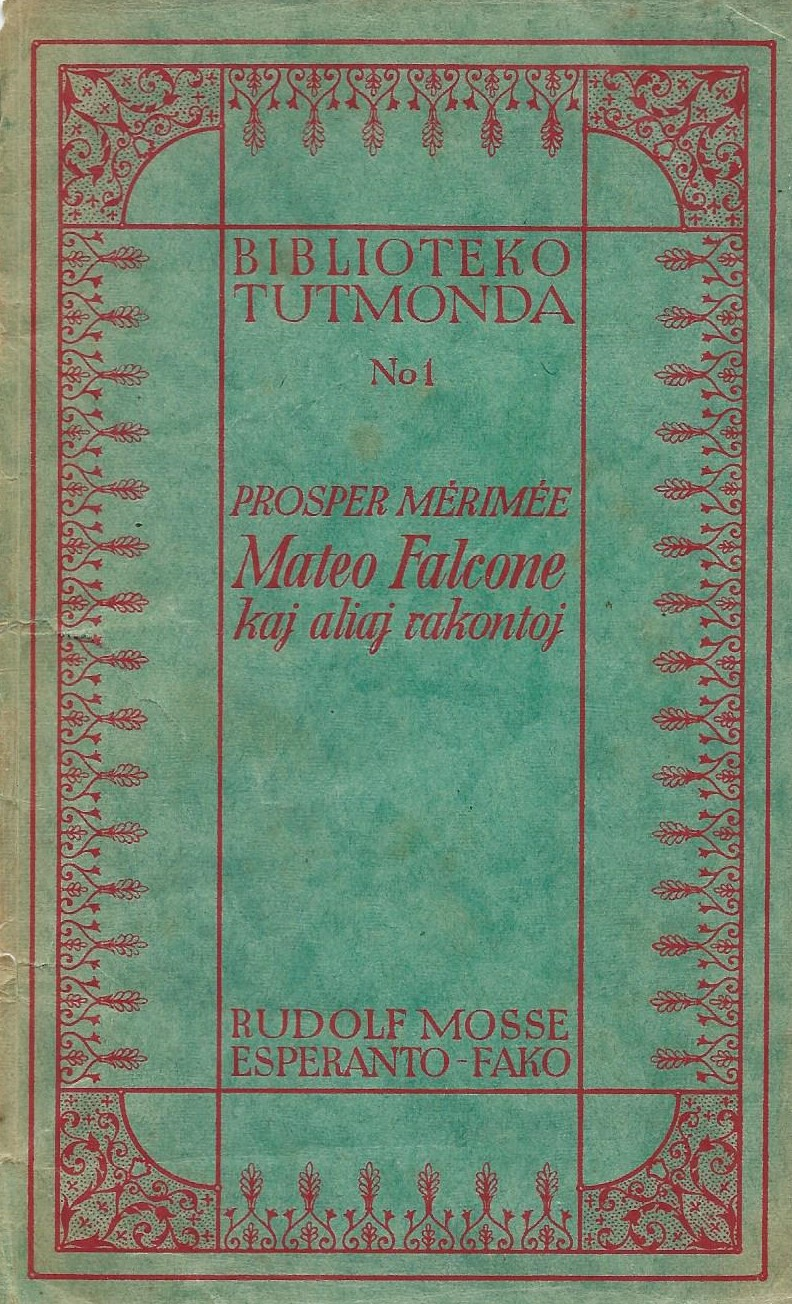
Обкладинка видання 1926 року мовою есперанто

«Матео Фальконе» — оповідання Проспера Меріме 1829 року. Вперше опубліковане в травневому номері газети «Revue de Paris». Його чітко сфокусований наратив був добре сприйнятий, а сам твір назвали «справжнім французьким оповіданням».

## Сюжет
Матео Фальконе — шанований господар і стрілець, який живе в гористій частині Корсики, де часто бувають втікачі. Одного разу він йде перевіряти отару овець, залишаючи свого 10-річного сина Фортунато наглядати за будинком. За його відсутності до будинку заходить розшукуваний злочинець, на ім'я Джанетто і, знаючи репутацію Матео, просить його сховатися в будинку. Фортунато вагається, але погоджується після того, як Джанетто пропонує йому срібну монету.
Невдовзі прибуває група солдатів на чолі з далеким двоюрідним братом Фортунато Тіодоро. Тіодоро розпитує його про Джанетто і, незадоволений відповідями, наказує обшукати будинок. Не знайшовши нікого, він пропонує свій срібний годинник в обмін на Джанетто. Не втримавшись, Фортунато видає схованку злочинця.
Матео та його дружина повертаються, поки солдати зайняті арештом Джанетто. У той час як Тіодоро з ентузіазмом розповідає Матео, як чоловіка схопили, Джанетто засуджує його будинок як зрадницький. Розлючений Матео чекає, поки солдати підуть, а потім наказує Фортунато йти за ним у сусідній яр. Там він просить Фортунато помолитися, а потім застрелює його. Повернувшись до будинку, Матео каже дружині, що справедливість відбулася і він прийме їхнього зятя.

## Адаптації
За мотивами оповідання в 1960 році було знято однойменний радянський короткометражний фільм.
Кацухіро Отомо адаптував оповідання у своїй дебютній манзі 1973 року «Звіт про зброю».
У 2009 році оповідання було адаптовано до 65-хвилинного однойменного фільму режисера Еріка В'юйяра.